# 第35屆金鐘獎
第35屆金鐘獎是2000年台灣電視業界的年度盛事之一，表揚2000年度傑出的台灣電視之藝人。

## 電視類入圍暨得獎名單
下列之標記為該獎項得獎者。

## 外部連結
- 89年電視金鐘獎得獎名單 （页面存档备份，存于）.文化部影視及流行音樂產業局.2000-08-22